# Newburgh (Yorkshire du Nord)
Pour les articles homonymes, voir Newburgh.
Newburgh est un village et une paroisse civile du Yorkshire du Nord, en Angleterre.